# Rádio - Top 100 (Slovaquie)
Rádio - Top 100 (Rádio Top 100 Oficiálna) est un classement hebdomadaire de musique en Slovaquie, édité par la section slovaque de l’Fédération internationale de l'industrie phonographique. Il est accompagné du Rádio Top 50, qui ne prend en compte que les artistes tchèques ou slovaques.